# أحمد بيرو
الحاج أحمد بيرو (1932، الرباط-15 مايو 2024) موسيقي وباحث مغربي، من أعلام الطرب الغرناطي.
ولد وسط عائلة مغربية رباطية، من أصول موريسكية. درس القرآن الكريم أثناء طفولته وتحت رعاية عثمان جوريو التحق عام 1944 بمدرسة محمد جسوس. درس الموسيقى في مراحل مبكرة من عمره بمتابعة دحمان بنعاشور، الشيخ المنور ومحمد صديق البجاوي وغيرهم عبر امواج الإذاعة الجزائرية. فتخصص في الطرب الغرناطي بعد أن تتلمذ على يد كبار الموسيقيين آنذاك منهم المغاربة احمد بناني الحسين بلمكي الحجام الفقيه السبيع المصطفى المعروفي الملقب باللوز عبد السلام بن يوسف الملقب بالزعوق.
تخرج على يده العديد من الفنانين، من بينهم بهاء روندا. ونال وسام الرضى سنة 1989م، وهو وسام ملكي يمنح للشخصيات الثقافية والسياسية بالمغرب.
أصدر سنة 2013 كتابًا توثيقيًّا عن خصوصيات وأساليب وإيقاعات الموسيقى الغرناطية اشتغل عليه 28 سنة، مدة كان يبحث وينقب في ذاكرات الأشياخ وحفاظ الطرب الغرناطي، حيث وجد صعوبات عديدة اعترضته في سبيل إتمام مشروعه، منها بسبب عدم تفرغه، فكان عليه أن يوفـق بين البحث وبين ممارسته للتجارة التي هي مصدر رزقه، وكذلك ندرة المراجع والمصادر بشكل كاد أن يدعوه لليأس. فاعتمد كتاب أساسي في هذا الفن ألفه عام 1904 اليهودي الجزائزي إدمون نطال يافيل، كما اعتمد على ما كتبـه شيخ المداحين والمسمعين المغاربة عبد اللطيف بنمنصور، ومن كتاب “الموشحات والأزجال” للجزائري الحفناوي أمقران جلول ويلس بالإضافة إلى مخطوطات محفوظة عند هواة طرب الغرناطي.

## مؤلفات
- «الإحاطة في أنغام غرناطة»، 2013.[6]

## أوسمة
وُشِّح أحمد بيرو بوسام العرش من درجة فارس.